# Babatunde Olatunji
Babatunde Olatunji (Ajido (Nigeria), 7 april 1927 - Salinas, 6 april 2003) was een Nigeriaanse percussionist.

## Biografie
Olatunji groeide op in Nigeria en kwam als Yoruba al vroeg in aanraking met traditionele Afrikaanse muziek. Hij kwam in 1950 door een studiebeurs van Rotary International naar de Verenigde Staten om vervolgens administratieve wetenschappen te gaan studeren aan het Morehouse College in Atlanta en daarna aan de New York University. Daar formeerde hij vervolgens en passant een percussieband. Door het contact met John Hammond kreeg hij in 1957 een platencontract bij Columbia Records. Als eerste plaat verscheen in 1959 zijn Drums of Passion, een van de eerste zuivere percussiealbums ooit. Het succes van de plaat leidde ertoe, dat Olatunji ook een ensemble met dezelfde naam formeerde, waarin b.v. Clark Terry, Bill Lee, Horace Silver, Yusef Lateef en Charles Lloyd speelden. Het nummer Jin-go-lo-ba van dit album werd door meerdere artiesten, waaronder Santana, gecoverd.
De meestertrommelaar heeft niet alleen verdere eigen opnamen uitgebracht, maar ook samengewerkt met jazzmuzikanten als Julian Cannonball Adderley, Herbie Mann, Randy Weston, Max Roach en Abbey Lincoln bij diens producties, b.v. Freedom Now. Hij was verder bevriend met John Coltrane, die het in 1962 ingespeelde nummer Tunji naar hem benoemde en die hem bij de oprichting van zijn Olatunji Center for African Culture in Harlem in april 1967 ondersteunde met een concert, een van zijn laatste liveoptredens. Met bassist Bill Lee was hij betrokken bij de muziek voor de speelfilm Nora Darling (She's Gotta Have It) van Spike Lee. Sinds 1985 gaf hij les aan het Esalen Institute.
Olatunj was weliswaar ook meermaals in Europa, maar werkte vooral in Noord-Amerika als ambassadeur van Afrikaanse muziek. Hij was in de Verenigde Staten leraar van veel percussionisten zoals Mickey Hart en hij schreef samen met Betty Warner-Dietz het boek Musical Instruments of Africa: Their Nature, Use and Place in the Life of a Deeply Musical People (John Day Company, 1965).
Olatunji wordt ook als vader van de wereldmuziek betiteld. Carlos Santana had met een coverversie van het op Drums of Passion aanwezig zijnde Jingo-lo-ba zijn eerste grote hit.

## Overlijden
Babatunde Olatunji overleed in april 2003 op bijna 80-jarige leeftijd.

## Discografie
- 1959: Drums of Passion
- 1961: Zungo!
- 1962: Flaming Drums (Columbia)
- 1973: Soul Makossa (Paramount) (Single/EP)
- 1986: Dance to the Beat of My Drum
- 1988: Drums of Passion: The Invocation (Rykodisc)
- 1989: Drums of Passion: The Beat (Rykodisc)
- 1993: Drums of Passion: Celebrate Freedom, Justice & Peace
- 1994: Drums of Passion and More (Bear Family Records) Box Set
- 1997: Love Drum Talk (Chesky)
- 2002: Drums of Passion [Expanded]
- 2003: Healing Session (Narada)
- 2003:Olatunji Live at Starwood Recorded Live at the Starwood Festival
- 2005: Circle of Drums (Chesky)
- ????: Olatunji

### Videoalbums
- 1998: Love Drum Talk [Video] (CHE, TMS, Chesky)
- 2004: African Drumming [Instructional Video]
- 2005: Olatunji Live at Starwood [dvd] (ACE) Recorded Live at the Starwood Festival 1997

## Schriften
- met Betty Warner Dietz: Musical Instruments of Africa: their Nature, Use and Place in the Life of a Deeply Musical People. John Day Company, New York 1965
- Yorùbá òde òní. T. Nelson, Ikeja (Lagos) 1980 (Yoruba-Sprache)
- Drums of Passion Songbook: the Songs of Babatunde Olatunji. Olatunji Music, New York 1993
- The Beat Of My Drum: An Autobiography. Temple University Press, Philadelphia 2005